# Dámaso II
Dámaso II (Baviera, ¿?-Palestrina, 9 de agosto de 1048) fue el papa 151.er de la Iglesia católica en 1048.

## Biografía
Poppo de Brixen era obispo de Brixen, cuando se convirtió en sumo pontífice al ser elegido por el emperador Enrique III a la muerte del papa Clemente II en 1047, cuando la primera opción de este, el arzobispo Halinard de Lyon, rechazó su ofrecimiento.
Con la ayuda militar de Bonifacio III, margrave de Toscana logra expulsar de Roma a Benedicto IX que ocupaba por tercera ocasión el trono de San Pedro para finalmente ingresar en la ciudad y ser coronado papa el 17 de julio de 1048.
Su temprana muerte —su pontificado solo duró 23 días— pudo deberse a la malaria que contrajo cuando se encontraba en Palestrina adonde se había desplazado huyendo del caluroso verano romano.

## Enlaces externos

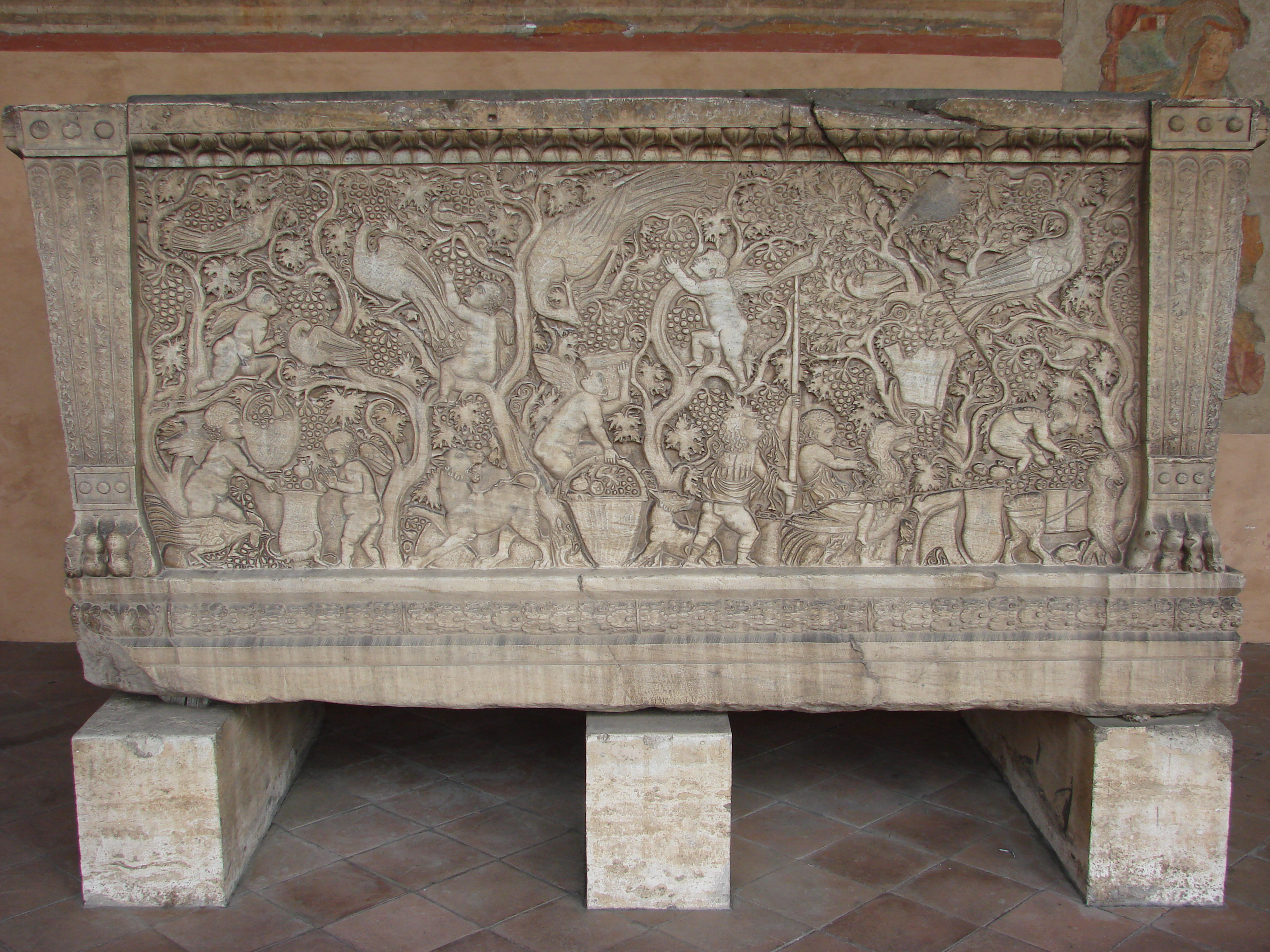
Sarcófago de Dámaso II, en San Lorenzo Extramuros.